# A995-ös autópálya (Németország)
Az A995 (németül: Bundesautobahn 995, rövidebben: BAB 995, vagy A995) egy sarkantyú formájú autópálya Németország déli részén München közelében. Hossza: 11 km. Ez az út létesít kapcsolatot München és az A8-as, A99-es autópályák között. Az A995-ös jelzés az egész útszakaszon fel van tüntetve, de hivatalosan csak a München-dél autópályacsomópont és Sauerlachet közötti szakaszt jegyzik így.